# Carl Theodor Breusing

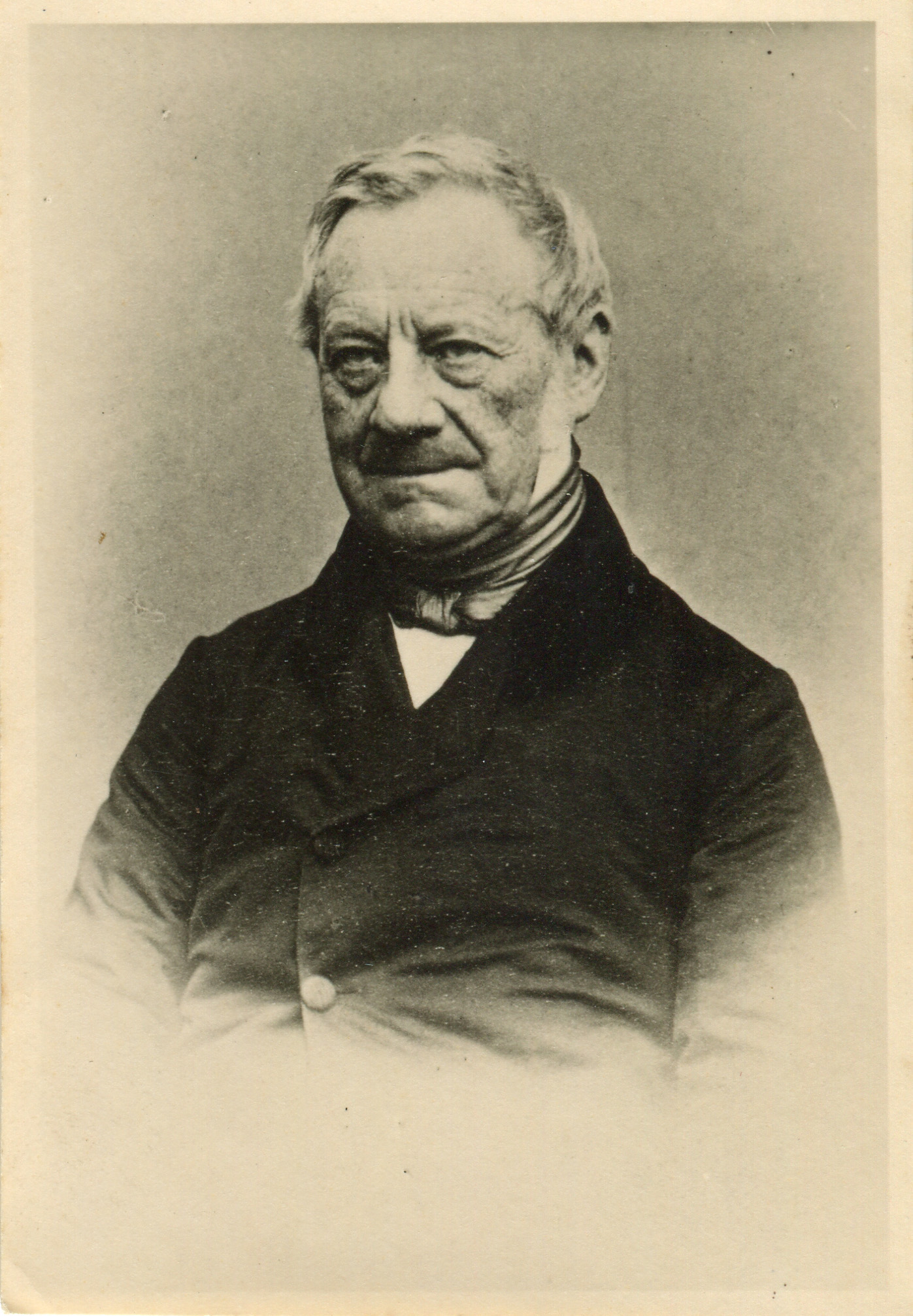
Carl Theodor Breusing

Carl Theodor Breusing (* 21. Dezember 1789 in Osnabrück; † 24. September 1867 in Osnabrück) war ein deutscher Kaufmann, Bankier und Politiker.

## Familie
Breusing war verheiratet mit Anna Christiane Bödeker (1795–1855) aus Osnabrück. Das Paar hatte u. a. den Sohn  Ferdinand Jacob Theodor (1819–1881), verheiratet mit Auguste Finkenstaedt (1829–1904), der das Bankhaus seines Vaters an der Schillerstraße in Osnabrück übernahm. Sein Enkel war der Ministerialdirektor Karl Breusing (1853–1932). Die Grabstätte der Familie befindet sich auf dem Hasefriedhof.

Breusings Bruder war der Osnabrücker Steuerdirektor Friedrich Ludwig Wilhelm Breusing (1788–1858). Seine Neffen waren der Geograph und Navigationslehrer Arthur Breusing (1818–1892) und der Zollbeamte Georg Breusing (1820–1892).

## Leben
Breusing war Anfang der 1830er Jahre Ältermann der Stadt Osnabrück und Mitglied Zweiten Kammer der Ständeversammlung des Königreichs Hannover. Als Johann Carl Bertram Stüve 1833 zum Osnabrücker Bürgermeister gewählt wurde, aber weiter Mitglied der Ständeversammlung in Hannover bleiben wollte, räumte Breusing seinen Platz für ihn. Er saß vom 19. Mai 1848 bis zum 20. Mai 1849 in der Frankfurter Nationalversammlung für Hannover (Osnabrück) und war Mitglied der Fraktion Landsberg. Er war im Juni 1849 Mitglied des Gothaer Nachparlaments. Von 1842 bis 1846 und von 1856 bis 1862 war er Mitglied der Zweiten Kammer der Ständeversammlung des Königreichs Hannover und von 1851 bis 1855 Mitglied der Ersten Kammer. Breusing war von 1849 bis 1855 Mitglied des Hannoverschen Staatsrats. Im August 1959 gehörte er zu den Unterzeichnern des „Eisenacher Programm der Demokraten und Konstitutionellen“. Breusing war Mitglied im „Club der Harmonie“ und er war Freimaurer.